# Taromaiti
Taromaiti, awestyjskie tarêmaitîm (niewiara, herezja, bezbożność, zwątpienie (również pycha, wyniosłość, arogancja, buta)) demon w religii zaratusztriańskiej.

## Atrybuty i działanie
Jeden z demonów (dewów) Arymana, siejący w ludziach niewiarę, zwątpienie i odpowiedzialny za odstępstwo i wypaczanie wiary, tym samym demon herezji. Wymieniony w formie niespersonalizowanej w Gathach Zaratusztry, także w Riwajatach (48.73-74). Jest najbardziej niebezpiecznym przeciwnikiem mądrej i dobrej prawdziwej ludzkiej natury, ponieważ jest w stanie zniszczyć „wrodzoną mądrość” (asnxradu) człowieka (de Menasce, rozdział 316). Taromaiti jest odpowiedzialny za złą religię, herezję i niezrozumienie doktryn zoroastriańskich; uniemożliwia ludziom poznanie stwórcy, a przez co widzą boga jako demona, a demony jak bogów, kłamstwo jako prawdę, a prawdę jako kłamstwo (de Menasce, rozdział 77). Cechy te są przypisywane także demonowi z którym bywa utożsamiany Āz.

## Taromaiti w Gathach

### Tekst awestyjski
Awesta. Gathy Zaratusztry: Jasna 33.4:
ĵê thwat mazdâ asruštîm akemcâ manô ĵazâi apâ hvaêtêušcâ tarêmaitîm verezênah’jâcâ nazdištãm drudzem airjamanascâ nadeñtô gêušcâ vâstrât acištem mañtûm.

### Tłumaczenie
„Jestem tym, kto przez oddanie będzie
Trzymał nieposłuszeństwo i Złą Świadomość daleko od ciebie, o Mazdo,
Herezję z daleka od ludzi szlachetnych,
Nieufność szerzoną przez oszczerców, z dala od społeczności
Zło i zniszczenie daleko od pastwisk bydła.”